# Náměstí 1. máje (Mimoň)
Náměstí 1. máje v Mimoni je jedno ze dvou hlavních náměstí v severočeské obci Mimoň v okrese Česká Lípa v Libereckém kraji.

## Poloha a popis
Na náměstí se nachází barokní socha Nanebevzetí Panny Marie, označovaná také jako morový sloup, kterou nechal v roce 1677 postavit tehdy úřadující hejtman Matyáš Liebstein.
Do roku 1985 východní stranu náměstí tvořilo průčelí mimoňského zámku se zámeckým parkem.